# Гуд, Томас
Томас Гуд (англ. Thomas Hood; 23 мая 1799[…], Лондон[…] — 3 мая 1845[…], Мадагаскар или Лондон) — английский поэт, юморист и сатирик.

## Биография
Томас Гуд родился 23 мая 1799 года в городе Лондоне в семье книготорговца-издателя. 
В возрасте 14 лет оставил школу и был отдан в торговую контору, принадлежащую другу семьи. Но очень быстро сидение за конторкой сделалось ему невыносимым и Гуд бросил работу, чтобы начать учиться на гравера. Навыки, полученные во время учёбы, ему пригодились впоследствии, когда он сам иллюстрировал свои сатирические стихи.
Писать Томас Гуд стал ещё в раннем возрасте, сотрудничал с различными провинциальными газетами и журналами. 
Профессиональную писательскую деятельность начал в 1821 году в качестве помощника редактора журнала «The London Magazine, куда его приняли по протекции друзей, являвшихся совладельцами этого журнала. В редакции познакомился и завязал приятельские отношения с Чарльзом Лэмом и Самюэлем Кольриджем. Издал несколько юмористических сборников, которые имели большой успех у публики. 
В 1830-х годах издавал журнал «The Comic Annual», в котором остроумно высмеивал события тех лет. Является автором нескольких сатирических поэм. Однако мировую известность Томасу Гуду принесла социальная лирика, к которой он обратился за несколько лет до своей смерти. Стихотворения «Песня о рубашке» («The Song of the Shirt»), «Сон леди» («The Lady’s Dream»), «Мост вздохов» («The Bridge of Sighs»), и др. описывающие бедственное положение трудящихся и страдающих классов, были переведены на многие европейские языки.
Томас Гуд умер 3 мая 1845 года в родном городе.
Сын Томаса Гуда Том Гуд — известный английский юморист и драматург.